# Acousticophilie
L'acousticophilie (du grec akoustikê : « son » et philia :  « amour »), aussi appelée mélolagnie, est une paraphilie relatant une attirance sexuelle envers les sons, comme des musiques, chansons, des cris, des pleurs, des obscénités, mais plus communément, des sons émis lors d'un rapport sexuel, comme des gémissements.